# Communauté rurale de Ngogom
La communauté rurale de Ngogom est une communauté rurale du Sénégal située au centre-ouest du pays. 
Elle fait partie de l'arrondissement de Lambaye, du département de Bambey et de la région de Diourbel.
Lors du dernier recensement, la CR comptait 23 927 personnes et 2 279 ménages.
Son chef-lieu est Ngogom.
Une convention de coopération décentralisée a été signée en 2007 avec la ville de Malakoff (France).